# 1305 км (платформа)
1305 км — пасажирський залізничний зупинний пункт Запорізької дирекції Придніпровської залізниці на електрифікованій лінії Федорівка — Джанкой між станціями Партизани (8 км) та Новоолексіївка (5 км). Розташований біля села Олексіївка Генічеського району Херсонської області.

## Історія
У 1970 році лінія, на якій розташований зупинний пункт, електрифікована постійним струмом (=3 кВ) в складі дільниці Мелітополь — Сімферополь.
26 листопада 2024 року агент партизанського руху «Атеш» здійснив диверсію на дільниці Мелітополь — Новоолексіївка, поблизу села Олексіївка. Підпал релейної шафи знищив електрообладнання, внаслідок  чого порушилася військова логістика російських окупантів на залізничній лінії, що забезпечує агресора в Запорізькій області.

## Пасажирське сполучення
До повномасштабного російського вторгнення в Україну (з 2022) на зупинному пункті 1305 км зупинялися приміські електропоїзди сполученням Запоріжжя — Новоолексіївка / Сиваш.